# Loser (píseň)
„Loser“ je píseň amerického hudebníka Becka. Jejím spoluautorem je Carl Stephenson, který je rovněž spolu s Beckem a Tomem Rothrockem jejím producentem. „Loser“ je prvním singlem (březen 1993) z Beckovy třetí dlouhohrající desky Mellow Gold (1994). Píseň původně vydalo nezávislé vydavatelství Bong Load Custom Records, její popularita však vedla k znovuvydání společností DGC Records (dceřiná společnost vydavatelství Geffen Records). Nově vydaný singl se v dubnu 1994 umístil na desáté příčce hitparády Billboard Hot 100. Do první desítky se dostal i v několika dalších zemích, včetně Kanady, Nového Zélandu a Švédska. V USA byl singl oceněn zlatou deskou. Parodista Weird Al Yankovic píseň cituje ve své skladbě „The Alternative Polka“ (1996).